# Mag-Indi Ayta jezik
Mag-Indi Ayta jezik (ISO 639-3: blx; baloga, indi ayta, mag-indi sambal), jedan od osam sambalskih jezika, šira centralnoluzonska skupina, austronezijska porodica, kojim govori oko 5 000 ljudi (1998 SIL) iz negritskog plemena Aeta na filipinskom otoku Luzonu provincijama Pampanga i Zambales (općina San Marcelino).
Leksički mu je najbliži botolan sambal [sbl].

## Vanjske poveznice
- Ethnologue (14th)
- Ethnologue (15th)[neaktivna poveznica]